# Kenny Beats
Kenneth Blume III (Connecticut, 10 de maio de 1991), mais conhecido como Kenny Beats, é um produtor musical e compositor norte-americano.

## Juventude
Kenneth Blume nasceu e cresceu em Greenwich, Connecticut. Ele começou a tocar guitarra com 9 anos e começou a tocar bateria com 11. Depois de chegar em segundo lugar em uma competição nacional de música eletrônica, ele começou a ter uma relação mais profissional com a música. Depois de ter se formado na escola, ele se mudou para Nova Iorque, onde ele entrou para um grupo de música de Jonny Shipes e produziu músicas para artistas como Ab-Soul e Schoolboy Q. Depois de passar um tempo em Nova Iorque, ele se mudou para Boston e estudou jazz e a indústria da música no colégio de música de Berklee.

## Estilo musical
Seu estilo de produção é muito variado. Sua estação de trabalho de áudio digital é o Ableton Live. Ele também tem experiência com piano, guitarra elétrica, baixo e bateria, e frequentemente implementa intrumentos ao vivo em seus instrumentais, seja feito por ele ou por um de seus companheiros.

Muitas de suas produções caem na categoria de Trap, subgênero do hip-hop.